# Herniaria algarvica
Herniaria algarvica é uma espécie de planta com flor pertencente à família Caryophyllaceae. É endémica do Algarve e do sudoeste do Alentejo, no sul de Portugal Continental.
A autoridade científica da espécie é Chaudhri, tendo sido publicada em A Revision of the Paronychiinae 346, em 1968.

## Proteção
Encontra-se protegida por legislação portuguesa ou da Comunidade Europeia, nomeadamente pelo Anexo II e IV da Diretiva Habitats e pelo Anexo I da Convenção sobre a Vida Selvagem e os Habitats Naturais na Europa.